# Bucht von Baku
Die Bucht von Baku (aserbaidschanisch Bakı körfəzi) ist ein Naturhafen des Kaspischen Meeres, der sich an der Südküste der Halbinsel Abşeron in Aserbaidschan befindet. An der Bucht liegen der Internationale Seehandelshafen von Baku, der Marinestützpunkt der aserbaidschanischen Seestreitkräfte und der örtliche Jachtklub.

## Beschreibung
Die Länge der Küstenlinie beträgt 20 km. Die Bucht wird östlich vom Kap Sultan Burnu, südwestlich vom Kap Schichow sowie östlich und südöstlich von den Inseln Pestschany, Dasch Sirja und Bojuk Sirja begrenzt. Diese Inseln sind Teil des Bakuer Archipels, der sich zum größten Teil durch die Bucht erstreckt. Während starker Stürme kann die Wellenamplitude im Meerbusen bis zu 1,5 m betragen. Am Ufer der Bucht verläuft der Bakuer Strandboulevard Baku Bulvar.

## Geschichte
Die Bucht von Baku war vom 1. bis zum 7. Jahrhundert n. Chr. verlandet und die heutigen Inseln waren mit dem Festland verbunden. Auf Karten Ptolemäus’ aus dem 2. Jahrhundert wurde Baku weit entfernt vom Meer dargestellt. Nach dem 7. Jahrhundert bis zum 9. Jahrhundert begann sich der Meeresspiegel zu heben und es bildete sich die Bucht von Baku.
Während des Mittelalters vom 10. bis 13. Jahrhundert stieg das Niveau des Kaspischen Meeres um etwa 10 m. Der italienische Geograf des 14. Jahrhunderts Marino Sanudo stellte fest: „Das Kaspische Meer steigt jedes Jahr um Handesbreite und viele gute Städte sind schon versunken“. Laut einem Bericht des Geografen Abd ar-Raschid al-Bakui aus dem Jahr 1403 waren Teile Bakus überschwemmt und das Wasser stand nahe der Mohammed-Moschee. In jener Zeit befand sich das Meer am Fuß des Jungfrauenturms und bedeckte bereits vollständig die Burg Sabayil, die auf einem Felsen in der Bucht von Baku erbaut worden war. Die folgenden 600 Jahre schwankte der Meeresspiegel auf diesem hohen Niveau, bevor er zu Beginn des 20. Jahrhunderts zu fallen begann.
Vermutungen, dass Deformationen des Meeresbodens die Ursache der Schwankungen sein könnten, wurden widerlegt. Der wahrscheinlichste Grund dieses Phänomens sind Klimaveränderungen. Da das Meer keine Verbindung zu Ozeanen besitzt, wird der Wasserhaushalt allein durch Flüsse und Niederschläge sowie Verdunstung reguliert. Folglich war in der Zeit des starken Anstiegs der Zufluss höher ausgefallen. Besondere Bedeutung besitzt die Wolga, deren Zuflussmenge ca. 80 % ausmacht. Diese Menge wiederum wird entscheidend von der jährlichen Schneeschmelze bestimmt. Es wurde errechnet, dass in Jahren mit viel Schnee der Fluss dem Meer etwa 300 bis 350 km3 Wasser zuführt und der Wasserspiegel in jenen Jahren steigt. In schwachen Jahren sind es dagegen nur 150 bis 200 km3 und der Meeresspiegel fällt. Auf der anderen Seite führt ein Wasseranstieg zu Überschwemmungen, damit zu einer Vergrößerung der Wasseroberfläche und einer höheren Verdunstungsmenge. Der sowjetische Geograph L.S. Berg stellte fest, dass in Perioden der Erwärmung der Arktis der Meeresspiegel des Kaspisees fällt und der des Aralsees steigt. Umgekehrt erhöht sich bei Abkühlung der Arktis das Niveau des Kaspischen Meeres und das des Aralsees sinkt.

## Ökologie
Die Bucht von Baku ist stark verschmutzt. Die Gründe für den sich verschlechternden ökologischen Zustand der Bucht sind vielfältig. Insbesondere Abfälle von küstennahen Industrie-, Wohn- und Dienstleistungsobjekten, der Schiffsbetrieb sowie Ablagerungen durch die Erdöl- und Erdgasförderung tragen entscheidend dazu bei. Erkundungsarbeiten auf dem Meeresgrund der Bucht begannen nach 1996. Von 2007 bis 2009 wurde das Wasser in großem Maßstab von Metallkonstruktionen, gesunkenen Schiffen, ungenutzten hydrotechnischen Anlagen und Unterwasserröhren beräumt. Insgesamt wurden etwa 4.500 Tonnen Schrott und 412 Tonnen Holzabfälle geborgen.

## Häfen und Brücken
Der Seehandelshafen erstreckt sich entlang des Nord- und Westufers der Bucht. Im Nordwestteil befindet sich der Fährhafen. Geplant ist der Bau einer etwa 14 km langen Brücke über die Bucht im Wert von 2,5 Mrd. US$ durch koreanische Fachleute, um die Küstenstraße zu entlasten. Sie soll auf hohen Pfeilern errichtet werden, um den Schiffsverkehr weiterhin zu ermöglichen.

## Galerie

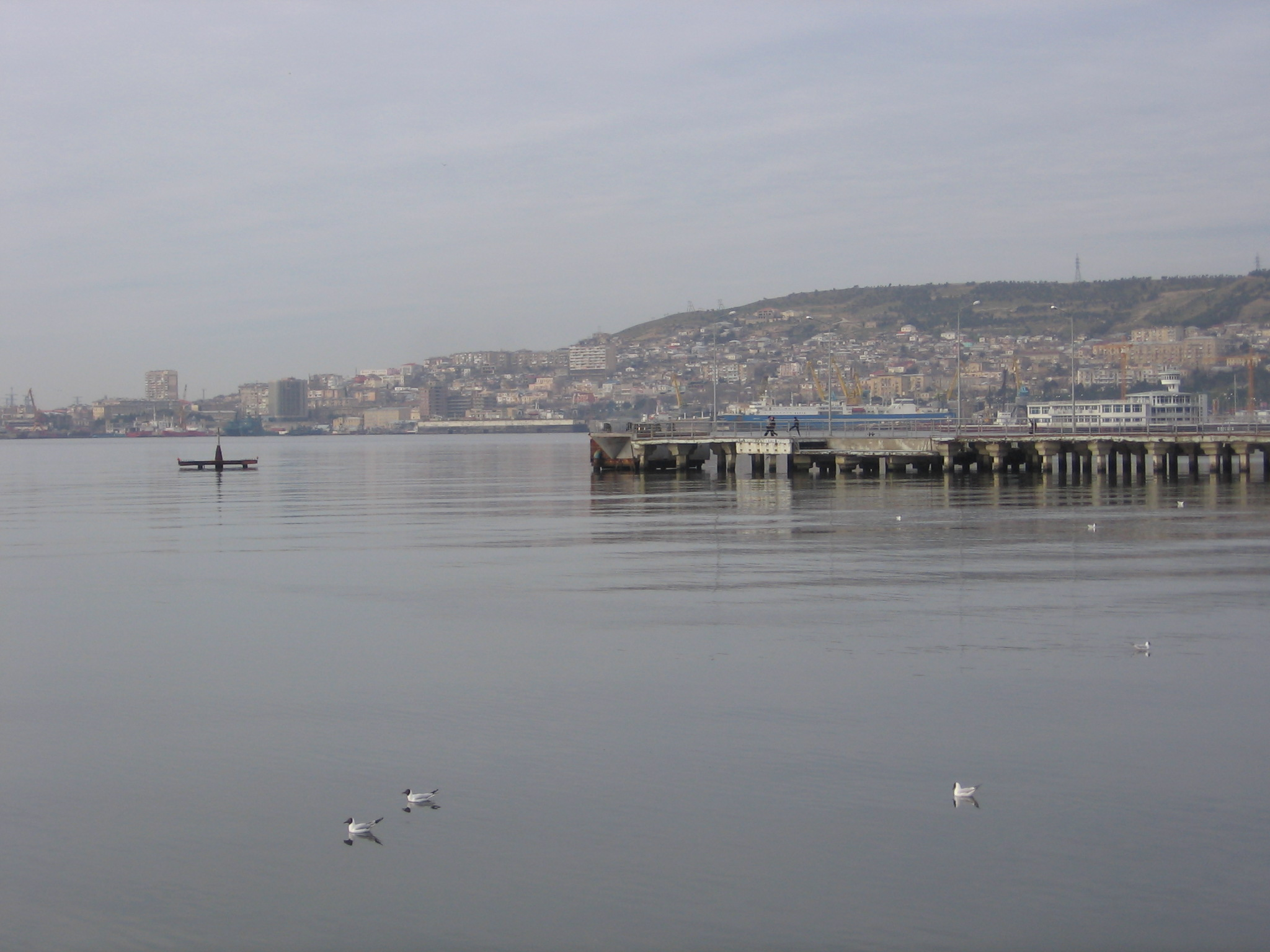
Bucht von Baku
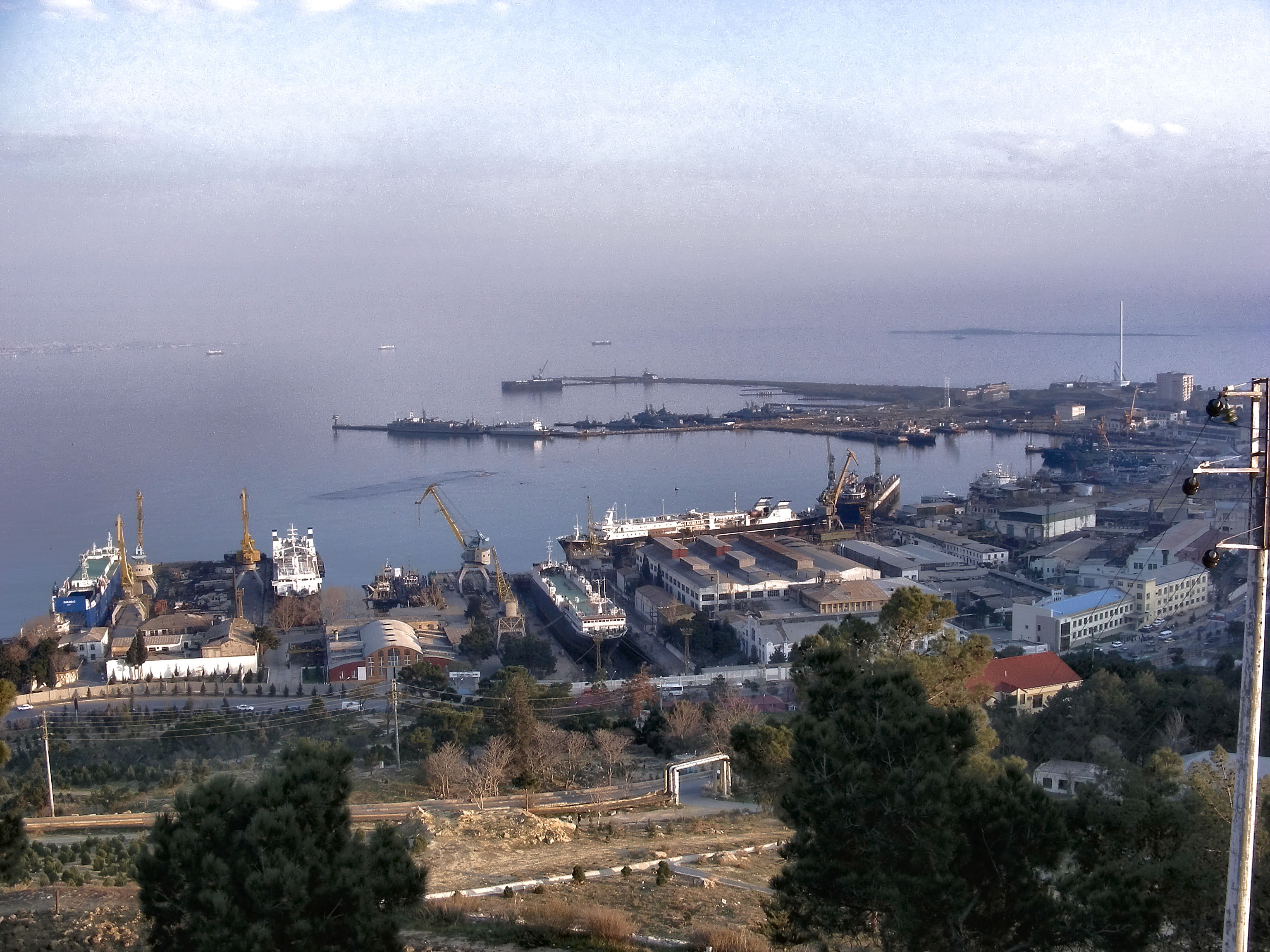
Seehafen
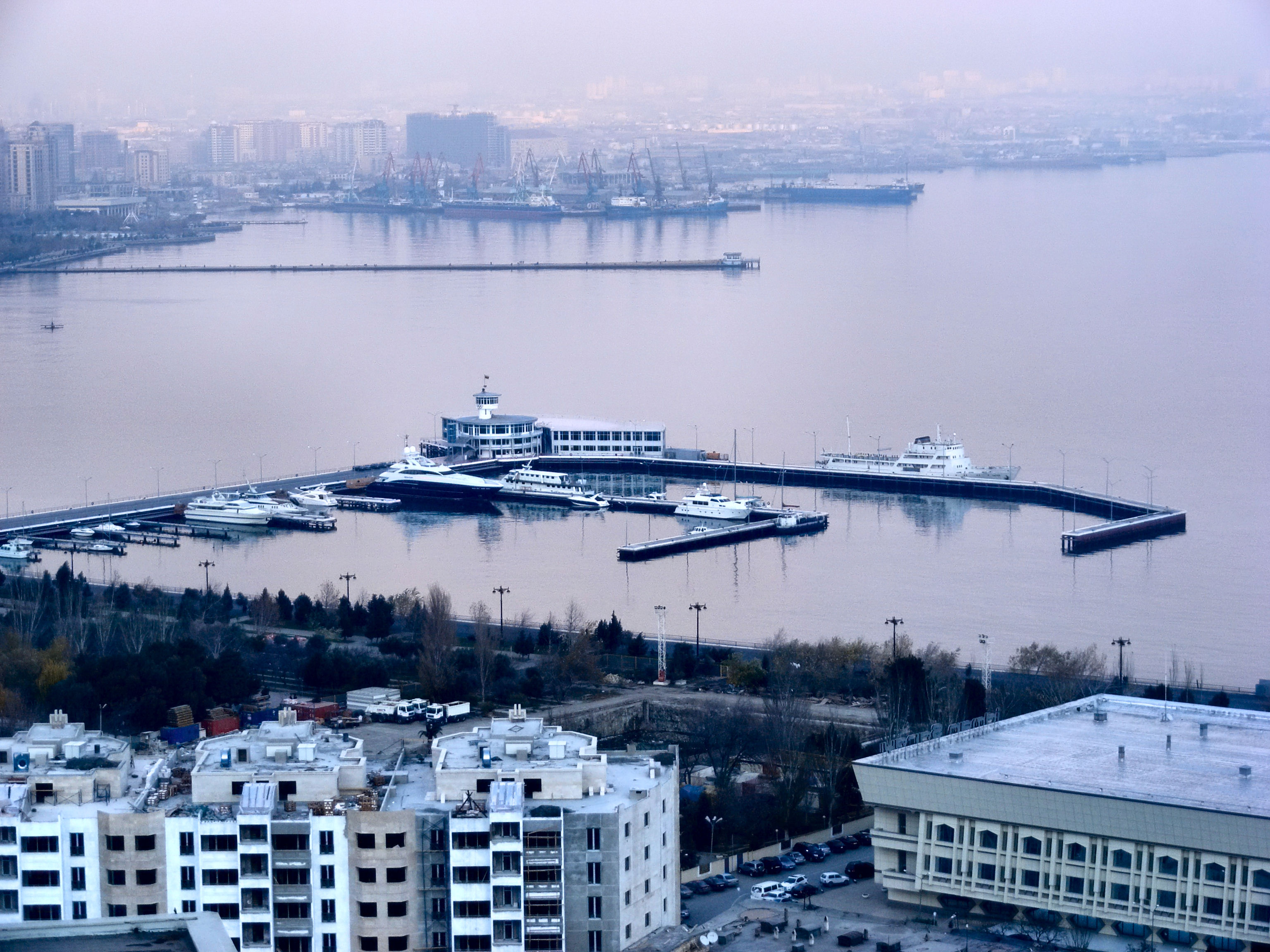
Jachtklub
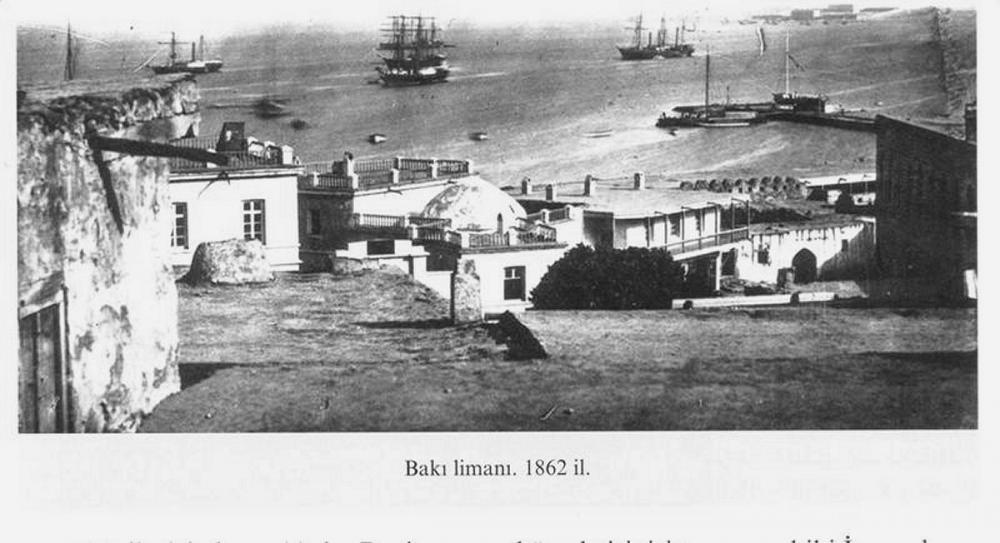
Bucht von Baku 1862